# Liste der Wappen im Landkreis Sigmaringen
Diese Liste beinhaltet alle in der Wikipedia gelisteten Wappen des Landkreises Sigmaringen in Baden-Württemberg, inklusive historischer Wappen. Fast alle Städte, Gemeinden und Kreise in Baden-Württemberg führen ein Wappen. Sie sind über die Navigationsleiste am Ende der Seite erreichbar.

## Landkreis Sigmaringen

Landkreis Sigmaringen neu[1]
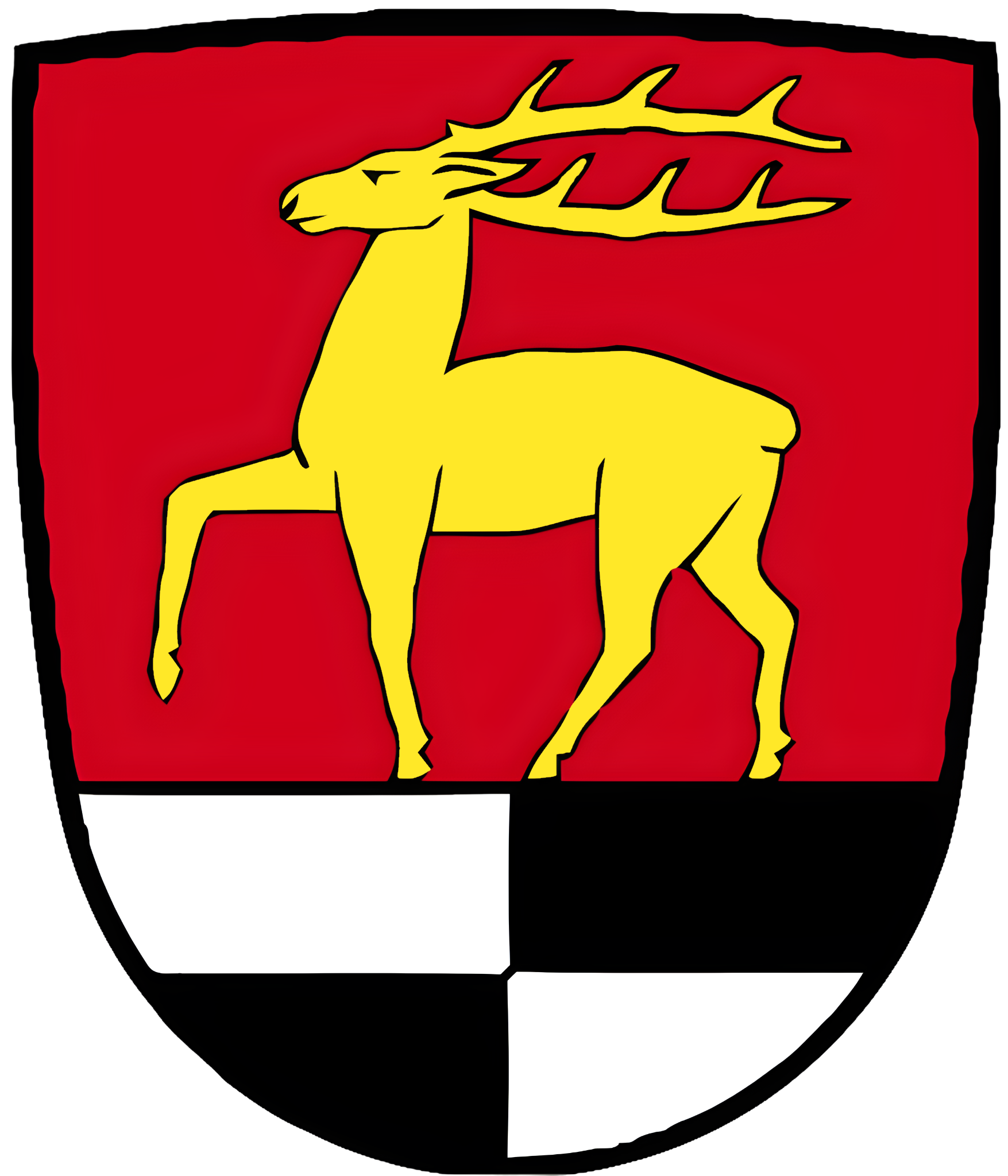
Landkreis Sigmaringen alt
Landkreis Reutlingen (1938–1972)
Landkreis Saulgau (1938–1972)
Landkreis Stockach (1938–1972)
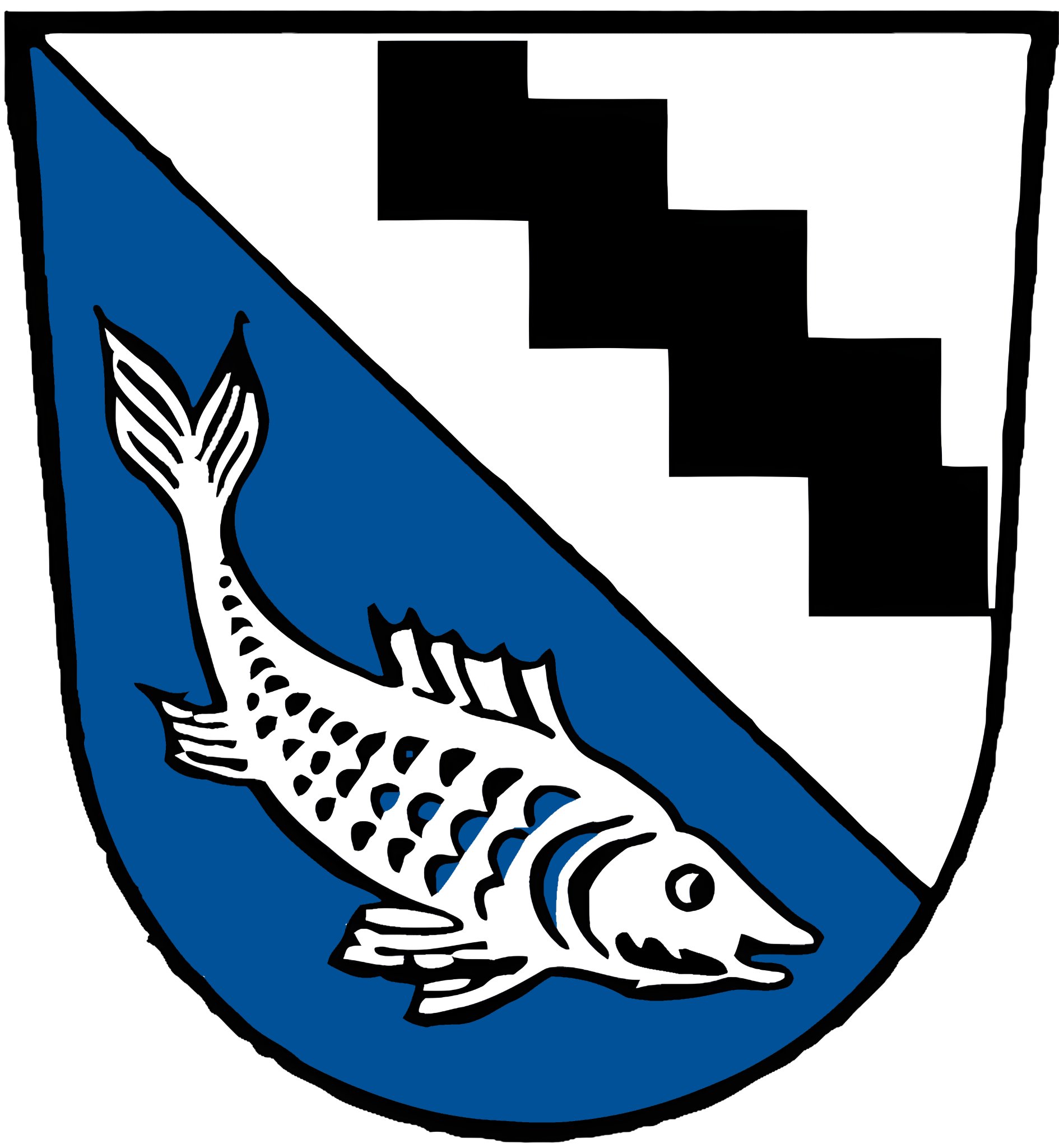
Landkreis Überlingen (1938–1972)
Der Landkreis Sigmaringen in Baden-Württemberg

## Städtewappen im Landkreis Sigmaringen

Bad Saulgau[3]
Gammertingen[4]
Hettingen[5]
Mengen[6]
Meßkirch[7]
Pfullendorf[8]
Scheer[9]
Sigmaringen[10]
Veringenstadt[11]

## Gemeindewappen im Landkreis Sigmaringen

Beuron[12]
Bingen[13]
Herbertingen[14]
Herdwangen-Schönach[15]
Hohentengen[16]
Illmensee[17]
Inzigkofen[18]
Krauchenwies[19]
Leibertingen[20]
Neufra[21]
Ostrach[22]
Sauldorf[23]
Schwenningen[24]
Sigmaringendorf[25]
Stetten am kalten Markt[26]
Wald[27]

## Ehemalige Gemeindewappen

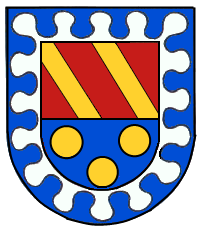
Aach-Linz
Ablach[29]
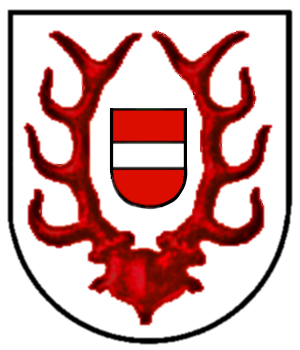
Altheim
Beizkofen
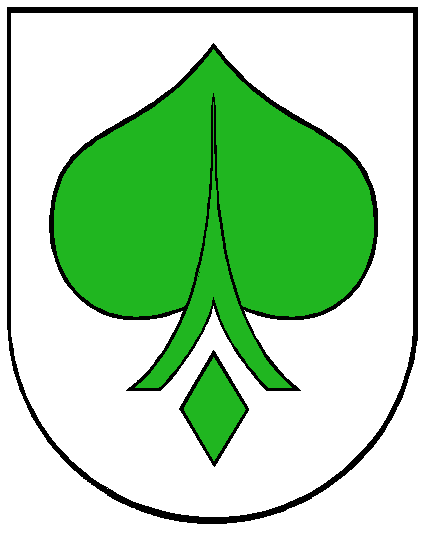
Beuren
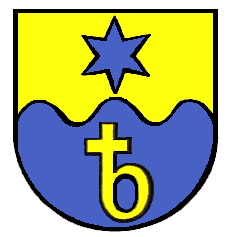
Beuron alt
Bierstetten[33]
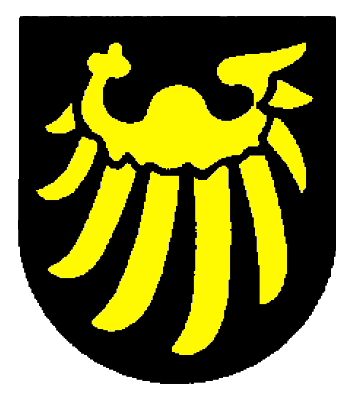
Bietingen
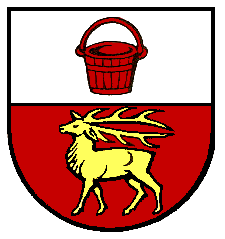
Bittelschieß
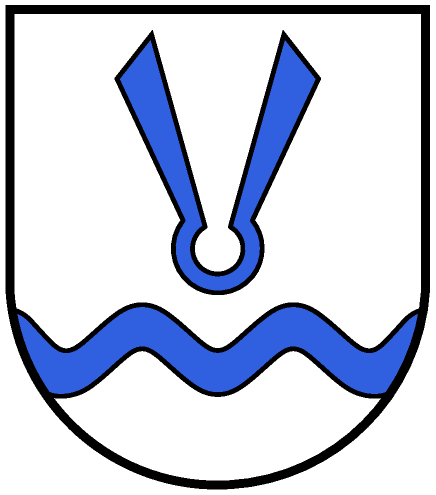
Blochingen
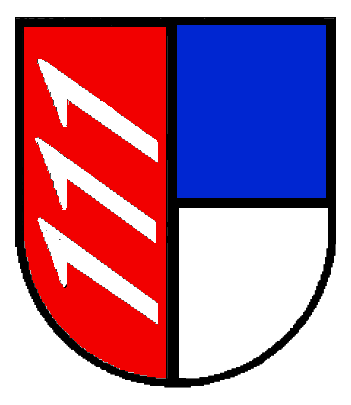
Boll
Bolstern[38]
Bondorf[39]
Braunenweiler[40]
Bremen
Bronnen[41]
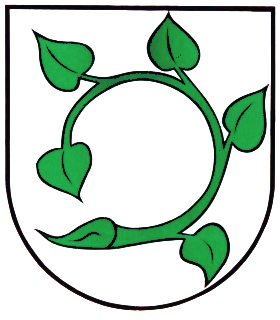
Burgweiler
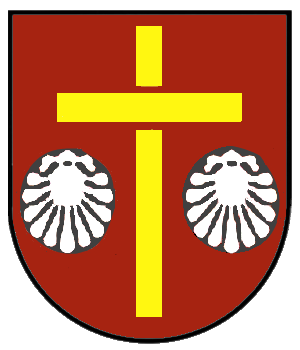
Denkingen
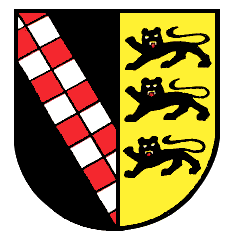
Dietershofen
Dichtenhausen
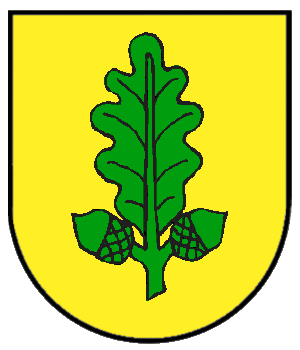
Eichen
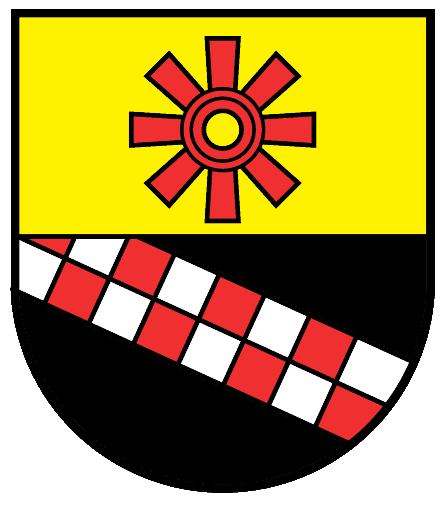
Einhart
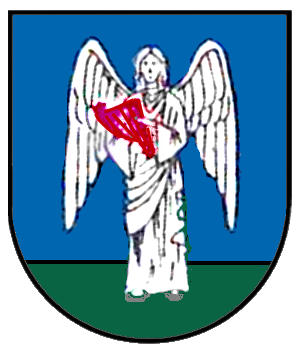
Engelswies
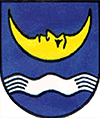
Ennetach
Enzkofen
Ettisweiler[49]
Feldhausen[50]
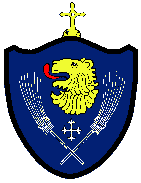
Freudenweiler
Friedberg[51]
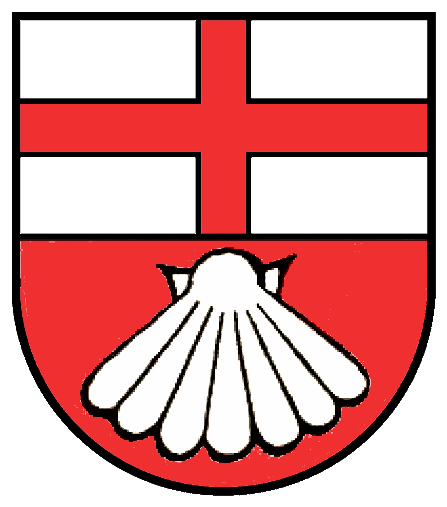
Frohnstetten
Fulgenstadt[53]
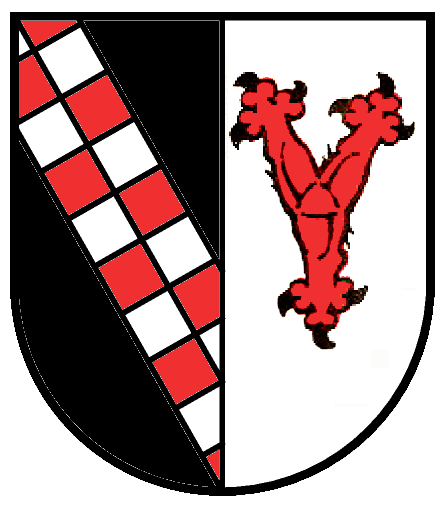
Gaisweiler
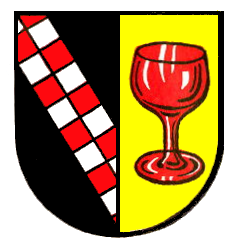
Glashütte
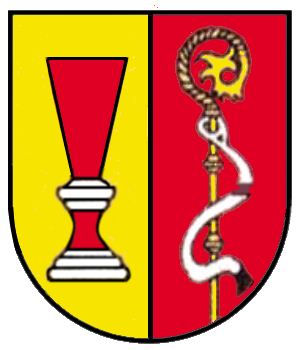
Glashütte
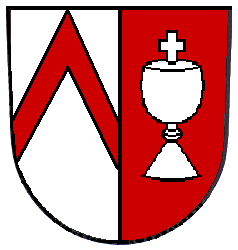
Göggingen
Großschönach[58]
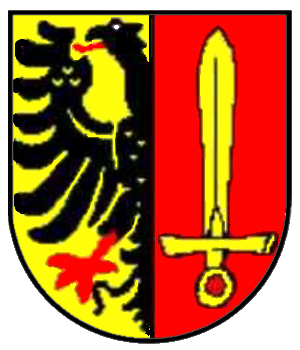
Großstadelhofen
Großtissen[60]
Günzkofen
Gutenstein[61]
Habsthal[62]
Haid[63]
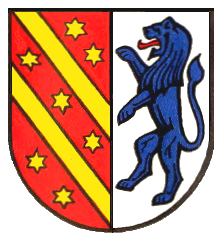
Harthausen
Hausen am Andelsbach[65]
Hausen im Tal[66]
Herdwangen[67]
Hermentingen[68]
Hettingen alt[69]
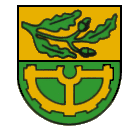
Heudorf
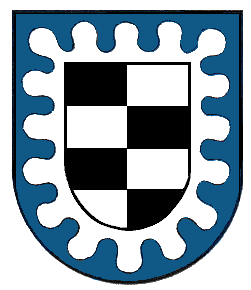
Heudorf bei Meßkirch
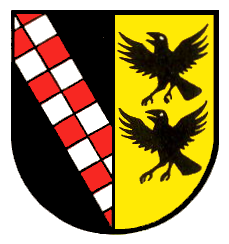
Hippetsweiler
Hitzkofen[73]
Hochberg[74]
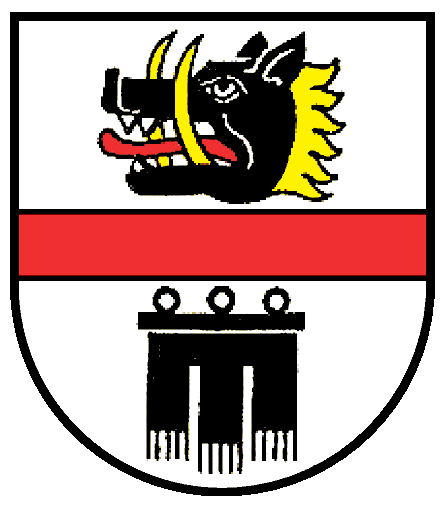
Hochberg
Hornstein[76]
Hundersingen[77]
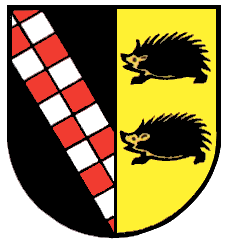
Igelswies
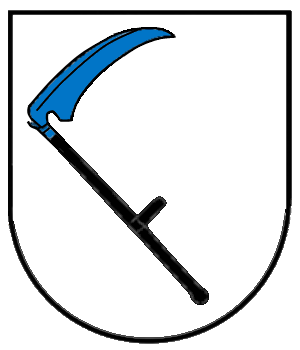
Illwangen
Inneringen[80]
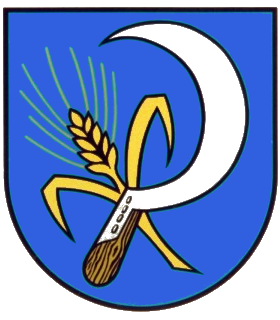
Jettkofen
Jungnau[82]
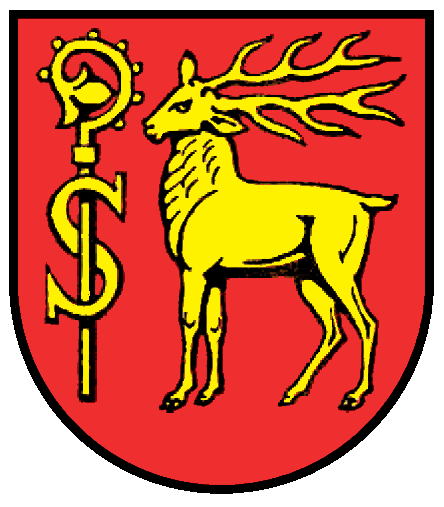
Kalkreute
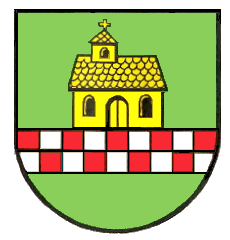
Kappel
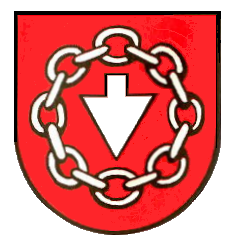
Kettenacker
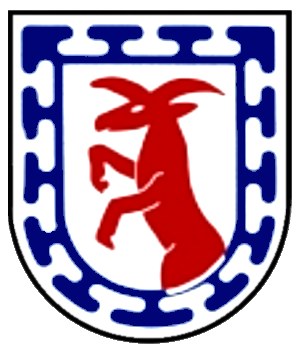
Kreenheinstetten
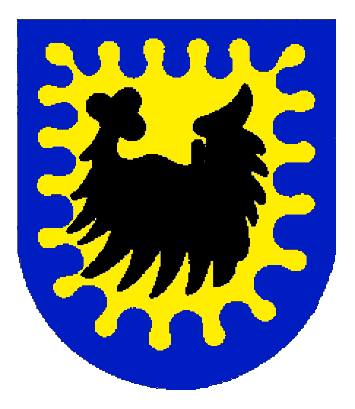
Krumbach
Laiz[88]
Lampertsweiler[89]
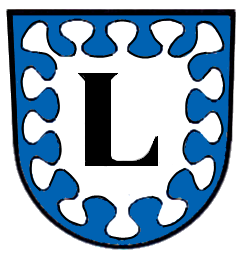
Langenhart
Laubbach
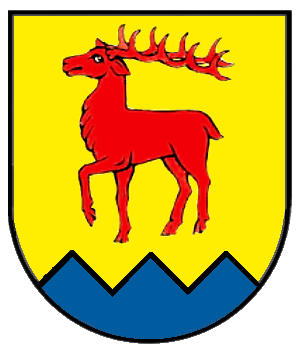
Leibertingen alt
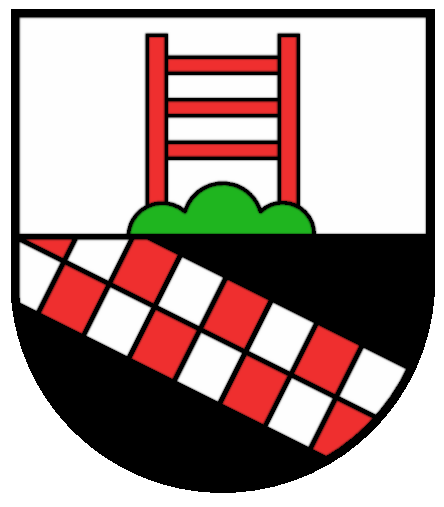
Levertsweiler
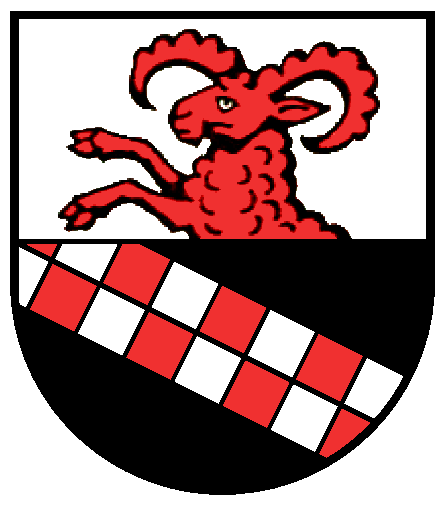
Magenbuch
Marbach[94]
Mariaberg
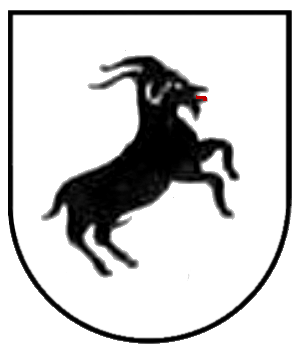
Menningen
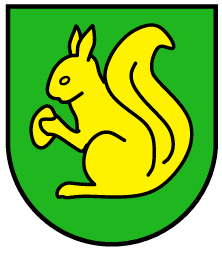
Mieterkingen
Moosheim[97]
Mottschieß[98]
Mühlhausen
Nusplingen
Oberndorf[99]
Oberschmeien[100]
Ölkofen
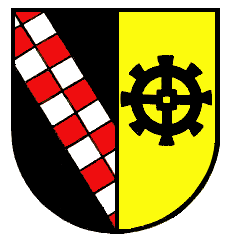
Otterswang
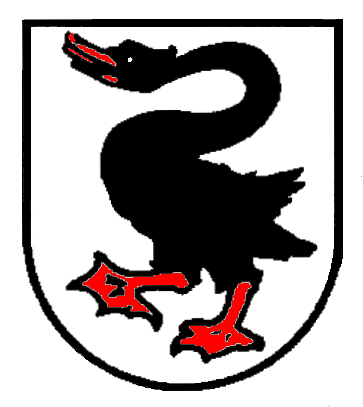
Rast
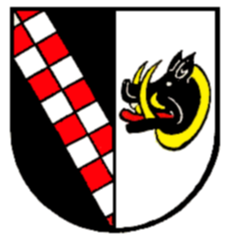
Reischach
Rengetsweiler[104]
Renhardsweiler[105]
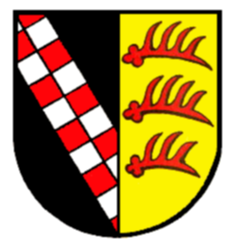
Riedetsweiler
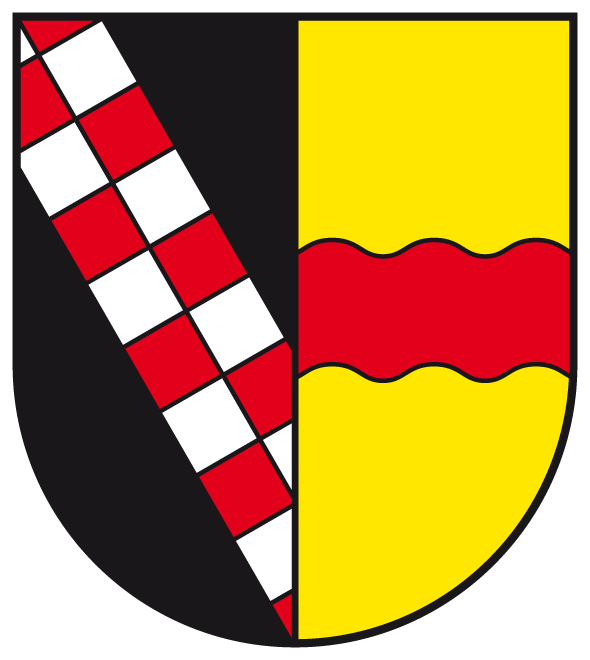
Ringgenbach
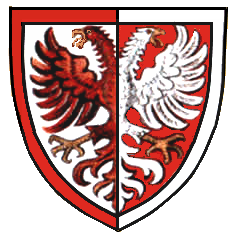
Rohrdorf
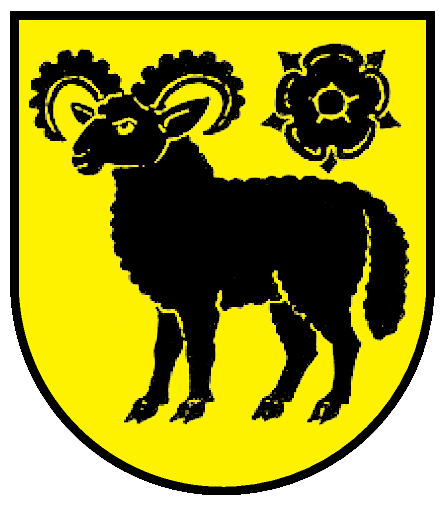
Rosna
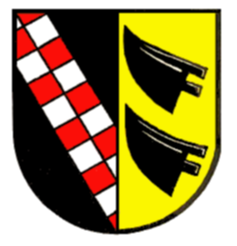
Rothenlachen
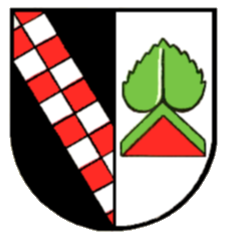
Ruhestetten
Rulfingen[112]
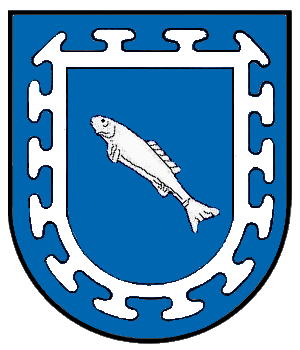
Ruschweiler
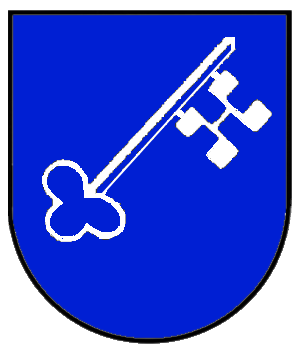
Sauldorf alt
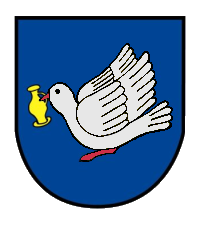
Sentenhart
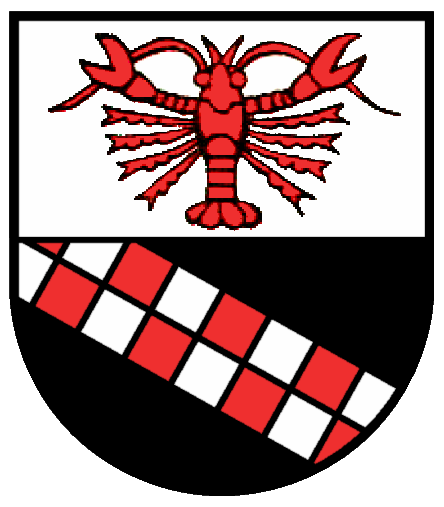
Spöck
Storzingen[117]
Tafertsweiler[118]
Tautenbronn
Thalheim[119]
Thiergarten
Unterschmeien[120]
Ursendorf
Veringendorf[121]
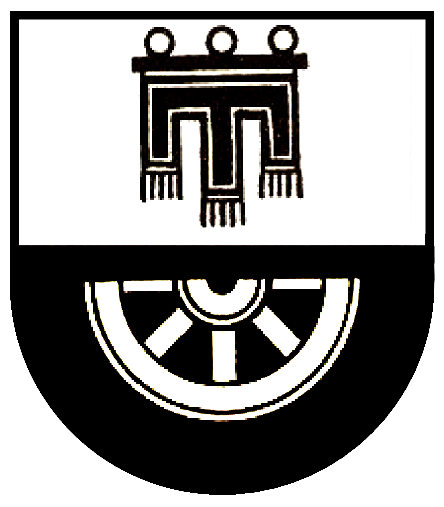
Vilsingen
Völlkofen
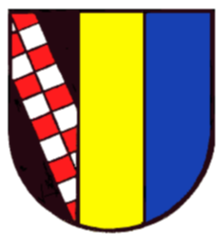
Walbertsweiler
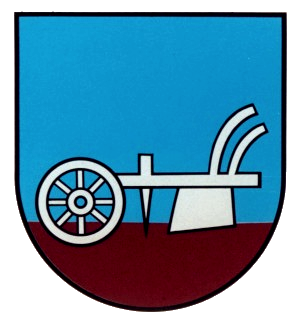
Wangen
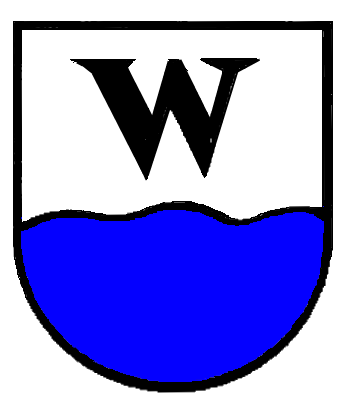
Wasser
Weithart
Wirnsweiler
Wolfartsweiler[126]
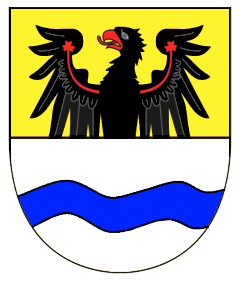
Zell am Andelsbach

## Blasonierungen
1. ↑  Landkreis Sigmaringen: In Rot über einem erniedrigten silbernen (weißen) Balken ein schreitender goldener (gelber) Hirsch.
2. ↑  Landkreis Sigmaringen bis 1978: Über von Silber und Schwarz geviertem Schildfuß in Rot ein schreitender goldener Hirsch.
3. ↑  Bad Saulgau: In Silber auf grünem Dreiberg ein blau bewehrter und blau bezungter roter Löwe, der sich an einer aus dem Unterrand emporkommenden schwarzen Säule aufrichtet.
4. ↑  Gammertingen: In Silber nebeneinander eine aufrechte blaue Hirschstange und ein rot bewehrter und rot bezungter blauer Löwe.
5. ↑  Hettingen: In gespaltenem Schild vorne in Grün ein aufgerichteter goldener Löwe, hinten in Silber zwei verschlungene grüne Ringe übereinander.
6. ↑  Mengen: In gespaltenem Schild vorne in Rot auf grünem Dreiberg ein linksgewendeter goldener Löwe, hinten in Silber vor einem zunehmenden roten Mond mit Gesicht ein sechsstrahliger roter Stern.
7. ↑  Meßkirch: In Blau ein dreischwänziger, rot bezungter goldener Löwe, der in den Pranken einen halbkreisförmig vorgebogenen roten Schaft hält, an dem zwischen den Pranken das silberne Blatt einer Hellebarde befestigt ist.
8. ↑  Pfullendorf: In Gold ein rot bewehrter und rot bezungter schwarzer Adler.
9. ↑  Scheer: In Rot unter einem silbernen Fisch (Huchen) eine mit den geöffneten Schneiden nach oben gekehrte silberne Schneiderschere, darunter ein sechsstrahliger goldener Stern.
10. ↑  Sigmaringen: In Rot ein stehender goldener Hirsch, oben rechts ein sechsstrahliger goldener Stern.
11. ↑  Veringenstadt: In Gold unter einer liegenden roten Hirschstange ein roter Löwe.
12. ↑  Beuron: In einem von Wellenschnitt schräglinks geteilten Schild oben in Blau ein silberner Widderkopf mit goldenem Gehörn im Visier, unten in Gold der blaue Kleinbuchstabe b, dessen Schaft in einem Kreuz endet.
13. ↑  Bingen: In geteiltem Schild oben in Gold zwei rote Schräglinksleisten, dazwischen drei, außen je zwei sechsstrahlige rote Sterne, unten in Rot ein stehender goldener Hirsch.
14. ↑  Herbertingen: In Blau auf grünem Dreiberg ein aufgerichteter goldener Hirsch, im Maul einen im Wechsel silbern und rot befiederten schwarzen Pfeil haltend.
15. ↑  Herdwangen-Schönach: Von Schwarz und Silber erhöht schräglinks geteilt, in Schwarz ein sechsstrahliger silberner Stern und eine nach der Teilung verlaufende silberne Leiste, in Silber auf grünem Hügel eine zweitürmige rote Burgruine, links oben ein sechsstrahliger schwarzer Stern.
16. ↑  Hohentengen: In Schwarz ein aufgerichteter, doppelschwänziger, rot bezungter goldener Löwe, mit den Vorderpranken ein rotes Schildchen, darin ein silberner Balken, haltend.
17. ↑  Illmensee: In Rot über einem goldenen Dreiberg ein springender silberner Fisch.
18. ↑  Inzigkofen: In geteiltem Schild oben in Silber ein golden bewehrter, rot bezungter schwarzer Eberkopf, unten in Rot ein stehender goldener Hirsch.
19. ↑  Krauchenwies: In geteiltem Schild oben in Silber auf grünem Dreiberg eine viersprossige rote Leiter, unten in Rot ein stehender goldener Hirsch.
20. ↑  Leibertingen: In Gold mit silber-blauem doppeltem Wolkenbord ein schreitender roter Hirsch.
21. ↑  Neufra: In gespaltenem Schild vorne in Blau ein silberner Adlerflügel, hinten in Silber ein rot bewehrter und rot bezungter blauer Löwe.
22. ↑  Ostrach: In geteiltem Schild oben in Silber eine schräggelegte rote Speerspitze, unten in Schwarz ein doppelreihig von Rot und Silber geschachter Schrägbalken (Zisterzienserbalken).
23. ↑  Sauldorf: In einem durch Wellenschnitt von Silber und Blau geteilten Schild oben ein schräger blauer Schlüssel, dessen Bart aus drei linksgewendeten Haken besteht; unten ein schwimmender, flugbereiter silberner Schwan.
24. ↑  Schwenningen: In Gold ein schwarzer Zickzackbalken mit drei nach unten weisenden Zacken.
25. ↑  Sigmaringendorf: In geteiltem Schild oben von Rot und Gold schräglinks geteilt, darüber ein goldener Hammer und goldener Schlägel schräggekreuzt, darunter eine liegende rote Pflugschar, in der roten unteren Schildhälfte ein stehender goldener Hirsch.
26. ↑  Stetten am kalten Markt: Von Silber und Rot geviert durch ein geschliffenes, von Rot und Silber geviertes Kreuz.
27. ↑  Wald: Gespalten; vorn in Schwarz ein doppelreihig von Rot und Silber geschachter Schrägbalken (Zisterzienserbalken), hinten in Silber auf grünem Dreiberg eine rote Fenster-Raute (Weck).
28. ↑  Aach-Linz: In geteiltem Schild mit blau-silbernem Wolkenbord oben in Rot zwei goldene Schrägbalken, unten in Blau drei (2:1) goldene Kugeln.
29. ↑  Ablach: In geteiltem Schild oben in Rot ein hervorbrechender silberner Schwanenhals mit goldenem Schnabel und drei goldenen Kugeln auf der Halskrümmung, unten in Silber ein achtendiges rotes Hirschgeweih.
30. ↑  Altheim: In Silber ein rotes Geweih mit Grind, zwischen den Stangen schwebend ein mit einem silbernen Balken belegter roter Schild.
31. ↑  Beuren: In Silber ein aufrechtes grünes Lindenblatt mit gespaltenem Stiel, darunter eine grüne Raute.
32. ↑  Beuron alt: In wellenförmig geteiltem Schild oben in Gold ein sechsstrahliger blauer Stern, unten in Blau der goldene Kleinbuchstabe b, dessen Schaft in einem Kreuz endigt.
33. ↑  Bierstetten: In Rot ein silberner Balken, darin auf grünem Dreiberg eine rote Burg.
34. ↑  Bietingen: In Schwarz ein goldener Flügel.
35. ↑  Bittelschieß: In geteiltem Schild oben in Silber eine rote Bütte, unten in Rot ein stehender goldener Hirsch.
36. ↑  Blochingen: In Silber über einem erniedrigten blauen Wellenbalken eine nach oben geöffnete blaue Schafschere.
37. ↑  Boll: In gespaltenem Schild vorne in Rot drei schräge Heuliecher übereinander, hinten von Blau und Silber geteilt.
38. ↑  Bolstern: In Gold zwei bewurzelte grüne Tannen, oben begleitet von einem sechsspeichigen roten Rad.
39. ↑  Bondorf: In Rot ein schräggestelltes silbernes Quadrat, belegt mit einer bewurzelten grünen Linde.
40. ↑  Braunenweiler: In Grün schräggekreuzt eine silberne Stange, daran eine silberne Fahne mit durchgehendem rotem Kreuz, und ein silbernes Schwert.
41. ↑  Bronnen: In gespaltenem Schild vorne in Silber ein durchgehendes rotes Hochkreuz, hinten in Rot ein pfahlweis gestellter silberner Dietrich.
42. ↑  Burgweiler: In Silber ein kreisförmig gebogener grüner Lindenzweig mit fünf Blättern.
43. ↑  Denkingen: In Rot ein goldenes Hochkreuz, beseitet von je einer silbernen Muschel.
44. ↑  Dietershofen: In gespaltenem Schild vorne in Schwarz ein doppelreihig rot-silbern geschachter Schrägbalken, hinten in Gold drei schreitende schwarze Leoparden übereinander.
45. ↑  Eichen: In Gold ein grünes Eichenblatt mit zwei grünen Eicheln.
46. ↑  Einhart: In geteiltem Schild oben in Gold eine rote Nabe mit acht roten Speichen, unten in Schwarz ein doppelreihig rot-silbern geschachter Schrägbalken.
47. ↑  Engelswies: In Blau auf grünem Boden stehend ein silberner Engel, eine rote Harfe haltend.
48. ↑  Ennetach: In Blau über einem erniedrigten silbernen Wellenbalken ein steigender, gebildeter goldener Mond.
49. ↑  Ettisweiler: In geteiltem Schild oben in Gold ein doppelbalkiges rotes Kreuz, unten in Rot ein stehender goldener Hirsch.
50. ↑  Feldhausen: In Rot unter einem silbernen Zickzackbalken ein silberner Pflug.
51. ↑  Friedberg: In Silber ein roter Löwe, eine schwarze Hirschstange in den Pranken haltend.
52. ↑  Frohnstetten: In geteiltem Schild oben in Silber ein durchgehendes rotes Kreuz, unten in Rot eine silberne Muschel.
53. ↑  Fulgenstadt: In Gold über einem erniedrigten blauen Wellenbalken ein schreitender Rabe.
54. ↑  Gaisweiler: In gespaltenem Schild vorne in Schwarz ein doppelreihig rot-silbern geschachter Schrägbalken, hinten in Silber drei mit den schwarzen Krallen auswärts gerichtete rote Tatzen im Dreipass.
55. ↑  Glashütte (Wald): In gespaltenem Schild vorne in Schwarz ein doppelreihig rot-silbern geschachter Schrägbalken, hinten in Gold ein kelchförmiges rotes Glas.
56. ↑  Glashütte (Baden) (Stetten am kalten Markt): In gespaltenem Schild vorne in Gold ein rotes Glas, hinten in Rot ein goldener Abtsstab mit Velum.
57. ↑  Göggingen: In gespaltenem Schild vorne in Silber ein roter Sparren, hinten in Rot ein silberner Kelch.
58. ↑  Großschönach: In Silber auf grünem Berg eine rote Burg.
59. ↑  Großstadelhofen: In gespaltenem Schild vorne in Gold ein halber, rot bewehrter, rot bezungter schwarzer Adler am Spalt, hinten in Rot ein goldenes Schwert.
60. ↑  Großtissen: In Rot zwei schräggekreuzte silberne Pfeile, überhöht von einer silbernen Glocke.
61. ↑  Gutenstein: In von Silber und Rot geteiltem Schild ein Hirschgeweih mit Grind in verwechselten Farben.
62. ↑  Habsthal: In geteiltem Schild oben in Gold eine dreilatzige rote Fahne, unten in Rot ein stehender goldener Hirsch.
63. ↑  Haid: In Blau ein schräger goldener Pfeil.
64. ↑  Harthausen: In gespaltenem Schild vorne in Rot zwei goldene Schrägbalken, in der Mitte von drei, oben und unten von je zwei sechsstrahligen goldenen Sternen begleitet, hinten in Silber ein rot bezungter blauer Löwe.
65. ↑  Hausen am Andelsbach: Unter goldenem, mit drei grünen Lindenblättern belegtem Schildhaupt in Rot ein stehender goldener Hirsch.
66. ↑  Hausen im Tal: In Blau ein golden gehörnter silberner Widderkopf im Visier.
67. ↑  Herdwangen: In von Schwarz und Silber gespaltenem Schild zwei Sterne in verwechselten Farben.
68. ↑  Hermentingen: In gespaltenem Schild vorne in Silber ein durchgehendes rotes Kreuz, hinten in Rot drei schrägrechts übereinander liegende silberne Wolfsfangeisen.
69. ↑  Hettingen alt: In Grün unter einer liegenden fünfendigen goldenen Hirschstange ein goldener Löwe.
70. ↑  Heudorf bei Mengen: In geteiltem Schild oben in Gold ein liegender grüner Eichenzweig mit drei grünen Blättern und zwei grünen Eicheln, unten in Gold ein halbes geborstenes goldenes Mühlrad.
71. ↑  Heudorf bei Meßkirch: Mit silber-blauem Wolkenbord von Schwarz und Silber gespalten und dreimal geteilt.
72. ↑  Hippetsweiler: In gespaltenem Schild vorne in Schwarz ein doppelreihig rot-silbern geschachter Schrägbalken, hinten in Gold zwei fliegende schwarze Raben übereinander.
73. ↑  Hitzkofen: In Rot unter einem goldenen, mit drei roten Beilen belegten Schildhaupt ein stehender goldener Hirsch.
74. ↑  Hochberg (Bad Saulgau): In Blau ein hoher silberner Berg, belegt mit einem schwarzen Tatzenkreuz.
75. ↑  Hochberg (Bingen): In Silber ein roter Balken, darüber ein rot bezungter schwarzer Eberkopf mit goldenen Hauern und goldenem Kragen, darunter eine dreilatzige schwarze Fahne.
76. ↑  Hornstein: In geteiltem Schild oben in Gold auf grünem Dreiberg eine sichelförmig gebogene rote Hirschstange, unten in Rot ein stehender goldener Hirsch.
77. ↑  Hundersingen: In Blau ein linkshin aufspringender silberner Hund mit rotem Halsband.
78. ↑  Igelswies: In gespaltenem Schild vorne in Schwarz ein doppelreihig rot-silbern geschachter Schrägbalken, hinten in Gold übereinander zwei schwarze Igel.
79. ↑  Illwangen: In Silber eine blaue Sense mit schwarzem Stiel.
80. ↑  Inneringen: In Grün untereinander zwei ineinander verschlungene silberne Ringe, beiderseits begleitet von je einer goldenen Ähre.
81. ↑  Jettkofen: In Blau schräggekreuzt eine goldene Ähre und eine silberne Sichel.
82. ↑  Jungnau: In geteiltem Schild oben in Blau eine silberne Schere, unten in Silber eine dreilatzige schwarze Fahne.
83. ↑  Kalkreute: In Rot rechts ein goldener Abtsstab, um dessen Schaft der goldene Buchstabe S geschlungen ist, links ein stehender goldener Hirsch.
84. ↑  Kappel: In Grün auf einem erniedrigten doppelreihig rot-silbern geschachten Balken eine goldene Kapelle.
85. ↑  Kettenacker: In Rot eine silberne Pflugschar, umgeben von einer sechzehngliedrigen silbernen Kette.
86. ↑  Kreenheinstetten: In Silber mit silber-blauem Wolkenbord ein wachsender roter Widder.
87. ↑  Krumbach: In Gold mit blauem Wolkenbord ein schwarzer Flügel.
88. ↑  Laiz: In geteiltem Schild oben in Gold zwei schwarze Kammräder (Industrieräder), unten in Rot ein stehender goldener Hirsch.
89. ↑  Lampertsweiler: In Grün auf einem erniedrigten silbernen Wellensparren ein silbernes Häuschen.
90. ↑  Langenhart: In Silber mit blauem Wolkenbord der schwarze Großbuchstabe L.
91. ↑  Leibertingen alt: In Gold auf blauem Dreispitzberg ein schreitender roter Hirsch.
92. ↑  Levertsweiler: In geteiltem Schild oben in Silber auf grünem Dreiberg eine rote Leiter, unten in Schwarz ein doppelreihig rot-silbern geschachter Schrägbalken.
93. ↑  Magenbuch: In geteiltem Schild oben in Silber ein wachsender roter Widder, unten in Schwarz ein doppelreihig rot-silbern geschachter Schrägbalken.
94. ↑  Marbach: In Gold ein blauer Wellenbalken, oben und unten je ein schwarzer Markstein.
95. ↑  Menningen: In Silber ein rot bezungter schwarzer Steinbock.
96. ↑  Mieterkingen: In Grün ein sitzendes goldenes Eichhörnchen, in den Vorderpfoten eine Nuss haltend.
97. ↑  Moosheim: In gespaltenem Schild vorne in Silber auf grünem Boden ein grüner Mooskolben, hinten in Rot eine pfahlweis gestellte goldene Weizenähre.
98. ↑  Mottschieß: In geteiltem Schild oben in Gold drei (2:1) schwimmende rote Fische (Karpfen), unten in Rot ein stehender goldener Hirsch.
99. ↑  Oberndorf: In von Grün und Silber geteiltem Schild unten zwei blaue Balken.
100. ↑  Oberschmeien: In geteiltem Schild oben in Schwarz ein [achtschaufliges] silbernes Mühlrad, unten in Silber eine dreilatzige schwarze Fahne.
101. ↑  Otterswang: In gespaltenem Schild vorne in Schwarz ein doppelreihig rot-silbern geschachter Schrägbalken, hinten in Gold ein [achtschaufliges] schwarzes Mühlrad.
102. ↑  Rast: In Silber ein stehender, rot bewehrter schwarzer Schwan.
103. ↑  Reischach: In gespaltenem Schild vorne in Schwarz ein doppelreihig rot-silbern geschachter Schrägbalken, hinten in Silber ein golden bewehrter rotbezungter schwarzer Eberkopf mit goldenem Kragen.
104. ↑  Rengetsweiler: In geteiltem Schild oben in Gold ein doppelreihig rot-silbern geschachter Schrägbalken, unten in Rot ein stehender goldener Hirsch.
105. ↑  Renhardsweiler: In Rot ein liegender silberner Drache, im Rachen ein schräglinkes silbernes Schwert.
106. ↑  Riedetsweiler: In gespaltenem Schild vorne in Schwarz ein doppelreihig rot-silbern geschachter Schrägbalken, hinten in Gold drei rote Hirschstangen übereinander.
107. ↑  Ringgenbach: In gespaltenem Schild vorne in Schwarz ein doppelreihig rot-silbern geschachter Schrägbalken, hinten in Gold ein roter Wellenbalken.
108. ↑  Rohrdorf: In von Silber und Rot gespaltenem Schild ein goldbewehrter doppelköpfiger Adler in verwechselten Farben.
109. ↑  Rosna: In Gold ein stehender schwarzer Widder, oben links eine fünfblättrige schwarze Rose.
110. ↑  Rothenlachen: In gespaltenem Schild vorne in Schwarz ein doppelreihig rot-silbern geschachter Schrägbalken, hinten in Gold zwei [schräge gestürzte] schwarze Pflugscharen übereinander.
111. ↑  Ruhestetten: In gespaltenem Schild vorne in Schwarz ein doppelreihig rot-silbern geschachter Schrägbalken, hinten in Silber ein grünes Blatt mit zwei sparrenförmig gestellten Stielen, zwischen denen das Feld rot ist.
112. ↑  Rulfingen: In Rot unter einem silbernen Schildhaupt, darin ein schwimmender roter Fisch, ein stehender goldener Hirsch.
113. ↑  Ruschweiler: In Blau mit blau-silbernem Wolkenbord ein schräger silberner Waller.
114. ↑  Sauldorf alt: In Blau ein schräglinker silberner Schlüssel (Bart oben, auswärts).
115. ↑  Sentenhart: In Blau eine fliegende, rot bewehrte silberne Taube, einen goldenen Ölkrug im Schnabel haltend.
116. ↑  Spöck: In geteiltem Schild oben in Silber ein steigender roter Krebs, unten in Schwarz ein doppelreihig rot-silbern geschachter Schrägbalken.
117. ↑  Storzingen: In geteiltem Schild oben in Rot auf goldenem Dreiberg eine silberne Raute (Weck), unten in Silber eine dreilatzige schwarze Fahne.
118. ↑  Tafertsweiler: In geteiltem Schild oben in Silber an einem roten Hebebaum eine rote Bütte, unten in Schwarz ein doppelreihig rot-silbern geschachter Schrägbalken.
119. ↑  Thalheim: In geteiltem Schild oben in Gold ein roter Rost, unten in Rot ein stehender goldener Hirsch.
120. ↑  Unterschmeien: In geteiltem Schild oben in Schwarz ein silberner Wellenbalken, unten in Silber eine dreilatzige schwarze Fahne.
121. ↑  Veringendorf: In Gold drei rote Hirschstangen übereinander.
122. ↑  Vilsingen: In geteiltem Schild oben in Silber eine dreilatzige schwarze Fahne, unten in Schwarz ein unterhalbes silbernes Rad.
123. ↑  Walbertsweiler: In zweimal von Schwarz, Gold und Blau gespaltenem Schild in Schwarz ein doppelreihig rot-silbern geschachter Schrägbalken.
124. ↑  Wangen: In Silber auf grünem Schildfuß ein natürlicher Pflug. [Nach anderer Quelle: In Blau auf rotem Schildfuß ein silberner Pflug.]
125. ↑  Wasser: Von Silber und Blau im Wellenschnitt geteilt, oben der schwarze Großbuchstabe W.
126. ↑  Wolfartsweiler: In Rot ein linksgewendeter, blau bezungter silberner Wolfsrumpf, darunter vier goldene Ähren an grünen Halmen.
127. ↑  Zell am Andelsbach: In geteiltem Schild oben in Gold ein wachsender, rot bewehrter, rot bezungter schwarzer Adler, unten in Silber ein blauer Wellenbalken.